# Don King
Donald King, detto Don (Cleveland, 20 agosto 1931), è un dirigente sportivo e imprenditore statunitense.
Noto per la sua personalissima acconciatura e per il suo carattere controverso, Don King ha organizzato innumerevoli incontri storici, come il Rumble in the Jungle che ha visto lo scontro tra Foreman e Ali nel 1974, il Thrilla in Manila nel 1975, il terzo storico incontro tra Muhammad Ali e Joe Frazier, e più recentemente "The Fight Of The Millennium", tra Óscar de la Hoya e Tito Trinidad nel 1999 e l'incontro di riunificazione del titolo mondiale dei pesi medi tra Bernard Hopkins e Felix Trinidad nel 2001, dove in palio c'erano le cinture WBA, WBC ed IBF . È stato manager di alcuni dei più grandi nomi della boxe: Muhammad Ali, Mike Tyson, George Foreman, Evander Holyfield, Julio César Chávez, Félix Trinidad, e Larry Holmes. Attualmente è il manager di due importanti pugili quali Cory Spinks, militante nella categoria welter, e Roy Jones Jr., militante nella categoria massimi leggeri. Quest'ultimo è stato anche campione del mondo dei pesi massimi.
Don King è diventato una figura importante anche sui media, partecipando spesso a talk show statunitensi.

## Gioventù
Prima di entrare nel mondo del pugilato, Don King viveva a Cleveland, in Ohio. Dopo essersi ritirato dalla Case Western Reserve University, si è dedicato alla professione di allibratore illegale.
Nel dicembre del 1954, a Cleveland, King sparò a uno dei tre uomini che stavano tentando di rapinare una delle sue case di scommesse, e lo uccise. L'omicidio fu dichiarato autodifesa.
Dodici anni dopo, per le strade di Cleveland, King picchiò fino alla morte un uomo che gli doveva dei soldi. Sebbene fosse accusato di omicidio di secondo grado, il giudice del processo ridusse l'imputazione da omicidio volontario a omicidio colposo.
Gli fu inflitta una pena di tre anni e mezzo di carcere e ricevette il perdono dall'allora governatore dell'Ohio James Rhodes.

## Carriera come manager di pugilato
Don King fece il suo ingresso nel mondo della boxe nella sua città natale, Cleveland.
Dopo aver convinto Muhammad Ali a disputare una esibizione di beneficenza per un ospedale locale, con l'aiuto del cantante Lloyd Price, Don King iniziò ad essere il manager con il maggior successo nella storia del pugilato.
Aveva contatti con molti investitori, dei cui soldi aveva bisogno per coprire le spese, ma non aveva esperienza con i combattimenti.
Don Elbaum, che aveva una squadra di pugili a Cleveland ed anni di esperienza nel pugilato, accettò di formare una società con King.
Nel 1974, King trattò per organizzare un incontro per il campionato dei pesi massimi tra Muhammad Ali e George Foreman nell'allora Zaire, incontro conosciuto negli USA come "The Rumble in the Jungle" (la lotta nella giungla) e immortalato nel documentario Quando eravamo re.
L'incontro tra Ali e Foreman fu un evento che generò molte aspettative. I concorrenti di King cercarono di organizzare l'incontro, ma King fu capace di assicurare una borsa di 10 milioni di dollari grazie ad un accordo con il governo dello Zaire, nella persona del leader Mobutu.
King consolidò la sua posizione di manager pugilistico predominante negli anni seguenti, con il terzo incontro tra Muhammad Ali e Joe Frazier a Manila, la capitale delle Filippine, denominato da King "Thrilla In Manila" (thriller a Manila).

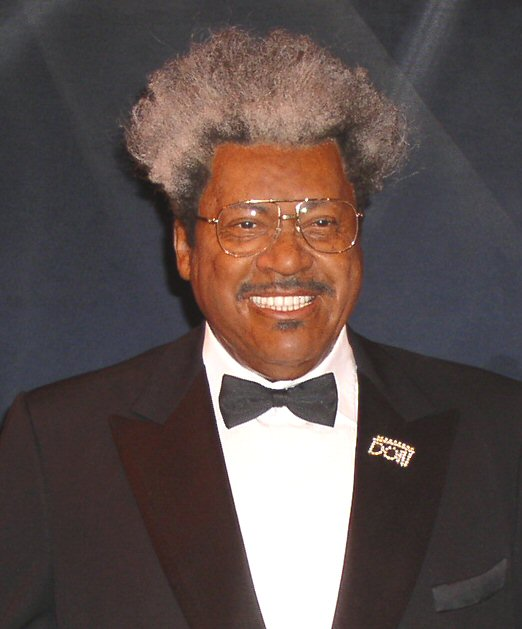
Foto ritraente King e la sua personalissima acconciatura.

Tra i vari incontri organizzati da Don King ci fu quello che si tenne il 24 marzo 1975 a Richfield, nei pressi di Cleveland, tra il pugile statunitense Chuck Wepner e Muhammad Alì con in palio il titolo mondiale dei pesi massimi. Il controverso incontro, vinto da Ali grazie ad un discusso knock-out ispirò Sylvester Stallone per il film Rocky.
Oltre a promuovere i principali combattimenti dei pesi massimi degli anni settanta, King fu inoltre occupato ad espandere il proprio impero nel pugilato.
Attraverso tutto il decennio, raggruppò un'ampia rosa di pugili, molti dei quali avrebbero finito la propria carriera entrando nella Hall of Fame della boxe.
Pugili come Larry Holmes, Wilfred Benítez, Roberto Durán, Salvador Sánchez, Wilfredo Gómez e Alexis Argüello hanno combattuto negli anni settanta sotto l'etichetta delle Don King Productions.
Nei decenni successivi, Don King ha continuato ad essere tra i manager più di successo della boxe mondiale.
Mike Tyson, Evander Holyfield, Julio César Chávez, Aaron Pryor, Bernard Hopkins, Ricardo López, Félix Trinidad, Terry Norris, Carlos Zárate, Azumah Nelson, Mike McCallum, e Meldrick Taylor sono solo alcuni dei pugili che hanno scelto Don King per occuparsi dei loro incontri più grandi.
Larry Holmes, tuttavia, rifiutò di avere King come procuratore e il suo ultimo incontro dei pesi massimi combattuto al Norfolk Scope in Virginia fu organizzato da Frank Azzalina e Daryl Decroix.
Mike Tyson in particolare, una volta divenuto campione del mondo, legò tutti i suoi successi a Don King, avendolo scelto come manager sin dal 1988.
I due indimenticabili match organizzati da Don King tra Tyson e Holyfield batterono tutti i record di ascolti televisivi.
Il primo, nel novembre del 1996, fu visto in 1,6 milioni di case in pay-per-view. La rivincita fu organizzata a Las Vegas davanti a 16331 spettatori, con un incasso record superiore ai 14 milioni di dollari. Dopo aver staccato a morsi un pezzo di orecchio a Holyfield, Tyson fu squalificato per un anno e mezzo e si separò da Don King.
Tyson lo accusò di averlo derubato e lo citò in giudizio per 100 milioni di dollari. Tyson vincerà anni dopo la causa, ottenendo 14 milioni di dollari.

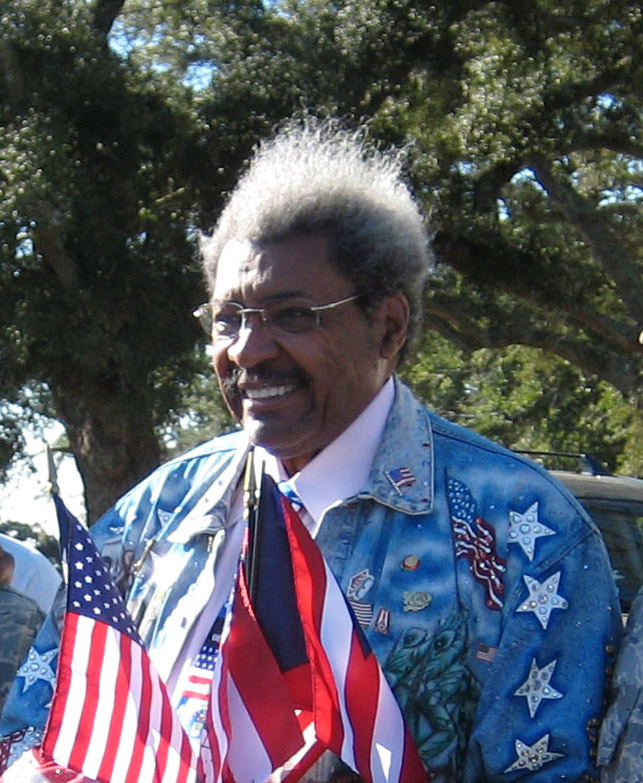
Don King nel 2007.

Alla fine degli anni novanta, tra i tantissimi incontri organizzati da Don King, spicca quello denominato "The Fight Of The Millennium" ("l'incontro del millennio") che si tenne a Las Vegas, Nevada, il 18 settembre del 1999, per unire i titoli dei campionati dei pesi welter WBC e International Boxing Federation (IBF). Bob Arum e Don King, fecero così affrontare il campione WBC Óscar de la Hoya e il campione portoricano IBF Félix Trinidad. È considerato l'ultimo dei grandi incontri del XX secolo.
Don King continua tuttora a promuovere e organizzare incontri di boxe. È stato infatti lui ad organizzare l'incontro tra Roy Jones e Tito Trinidad nel 2008. Tra i suoi assistiti attuali figurano lo stesso Jones e Cory Spinks, nipote del celebre Michael Spinks e figlio di Leon Spinks.

## Riconoscimenti
Per aver accompagnato alcuni tra i più grandi pugili di tutti i tempi, nel 1997 è stato ammesso nella International Boxing Hall of Fame, nella categoria "non pugili".

## Impegno politico
Don King è anche attivo sulla scena politica, avendo partecipato al fianco di George W. Bush nella campagna elettorale del 2004. Ma soprattutto con donazioni per decine di milioni di dollari ad innumerevoli candidati repubblicani tra cui Ronald Reagan, George H. W. Bush, Bob Dole e il suo amico fraterno nonché grande appassionato di boxe John McCain.

## Altre attività
Nel 1984 finanziò l'ultimo tour dei Jacksons (ovvero i Jackson Five), il Victory Tour.
Don King fa parte della Massoneria.

## Vita privata
Appassionato di motori, il suo garage è ormai leggendario con all’attivo Ferrari d’epoca, Rolls-Royce, Bentley, una Cadillac risalente ai primi del novecento e appartenuta ad un noto gangster newyorkese e ben ventuno limousine usate negli oltre cinquant’anni di attività come promoter.
È nota la sua passione per gli orologi, ne possiede oltre 500 pezzi di inestimabile valore, tra cui un rarissimo Patek Philippe Henry Graves Supercomplication stimato sui 23 milioni di dollari.
Nel 1989 ha vinto in un’asta promossa da Sotheby's l’ultimo box di sigari acquistato da Winston Churchill prima della sua scomparsa nel 1965. Sebbene la spesa esatta per tale box non sia mai stata rivelata, in un’intervista televisiva con il noto anchorman Jay Leno, ha lasciato intuire una cifra che oscilla tra i quattro e i cinque milioni di dollari, rendendo questa transazione la più onerosa mai registrata per un box di sigari.

## Filmografia
Come attore:
- Nel 1986 partecipa all'episodio Una storia di boxe (3x12) della serie TV Miami Vice.
- Nel 1989 partecipò al video del singolo Liberian Girl di Michael Jackson.
- Ha partecipato a un episodio della quarta stagione di Supercar, Il riscatto del campione.
- Nel 1997 fu girato un film tv su Don King, trasmesso negli Stati Uniti sul canale HBO, dal titolo Don King - Una storia tutta americana (Don King: Only in America).
- Sempre nel 1997 appare nel film L'avvocato del diavolo, interpretando se stesso.